# Bruchomorpha minima
Bruchomorpha minima är en insektsart som beskrevs av Metcalf 1923. Bruchomorpha minima ingår i släktet Bruchomorpha och familjen Caliscelidae. Inga underarter finns listade i Catalogue of Life.